# Mecyclothorax curtipes
Mecyclothorax curtipes (лат.) — вид жуков-жужелиц рода Mecyclothorax из подсемейства Псидрины.

## Распространение
Встречаются на острове Молокаи из группы Гавайских островов на высотах от 915 до 1524 м. Особи этого вида были собраны путем сбивания с листьев папоротника Cibotium и ветвей Hedyotis, однако большинство из них были обнаружены в наземных условиях у корней осоки и под камнями.

## Описание
Мелкие жужелицы, длина около 5 мм (от 4,0 до 4,8 мм). Переднеспинка поперечная, максимальная ширина равна 1,23-1,303 от длины посередине, голая, латеральные краевые вдавления очень узкие, слегка расширены на округлых, не выступающих передних углах, края желобчатые на слегка выступающих, тупых задних углах. Передние поперечные вдавления тонко выемчатые, гладкие, область впереди вдавления не возвышаются над уровнем диска. На голове по две надглазничных щетинки с каждой стороны. Надкрылья выпуклые, как у близкого вида M. rotundatus, но на диске заметные бороздки 1-5, бороздки 1-4 точечные, бороздка 1 глубокая и гладкая на вершине надкрылий, бороздка 2 прослеживается, но прерывистая, волнистая на вершине. Плечи надкрылий широко округлены, вытянуты латерально, так что надкрылья субквадратные, как у M. rotundatus, а не яйцевидные, как у M. polhemusi. Темя и диск переднеспинки блестящие, без выраженной микроскульптуры, в основании переднеспинки около восьми очень тонких изолированных точек по бокам от срединной линии, надкрылья покрыты тонкими поперечными линиями, рыхло сросшимися в удлиненную поперечную сетку. Дорзум блестящий, коричневый, надкрылья могут быть темнее, грудные и брюшные вентриты темно-коричневые, вертлуги и бёдра жёлтые, голени и лапки немного краснее, соответствующие рыжевато-желтым переднегрудным эпиплеврам и эпиплеврам надкрылий.

## Таксономия
Вид был впервые описан в 1903 году английским энтомологом Дэвидом Шарпом (1840—1922), а его валидный статус подтверждён в ходе ревизии, проведённой в 2007 году американским колеоптерологом James Kenneth Liebherr (Cornell University, Итака, США).